# 无盖肉刺蕨
无盖肉刺蕨（学名：Nothoperanema shikokianum）为鳞毛蕨科肉刺蕨属下的一个种。